# Šenkursk
Šenkursk (in russo Шенкурск?) è una città della Russia, capoluogo del Šenkurskij rajon dell'Oblast' di Arcangelo e si trova sulla sponda destra del fiume Vaga.

## Storia
Šenkursk era nominata già nel 1315 in alcuni documenti mercantili di Velikij Novgorod. Ivan IV di Russia incluse successivamente la città nella sua opričnina. In quei tempi la città fu fortificata e vi furono costruite abbienti abitazioni e ville. La città fu conquistata nel tempo da molti zar e nobili russi. L'ultima conquista fu quella di Caterina II di Russia, nel 1780.

## Popolazione
Šenkursk negli ultimi anni ha avuto un calo demografico: nel 1989 contava 7.424 abitanti, mentre nel 2002 contava 6.151 abitanti.
| 1785 | 1897  | 1926  | 1959  | 1970  | 1979  | 1989  | 2002  | 2017  |
| ---- | ----- | ----- | ----- | ----- | ----- | ----- | ----- | ----- |
| 467  | 1 500 | 2 600 | 5 400 | 6 400 | 7 600 | 7 424 | 6 151 | 4 847 |